# Casse-têtes (chanson)
Cet article possède un paronyme, voir Casse-tête (homonymie).
Casse-têtes est un texte écrit à la fin des années 1970 par Gébé et mis en musique par Philippe-Gérard, sur la demande d'Yves Montand qui avait repéré ce texte dans Charlie Hebdo ; Gébé avait été très étonné qu'on puisse en faire une chanson.
Elle a pour sujet la dénonciation de toutes les agressions mortelles, qu'elles soient dues aux États autoritaires, aux racistes ou aux chasseurs de bêtes à fourrure, mettant sur le même pied les opposants politiques, les travailleurs immigrés et les bébés phoques.
Elle est sortie sur le 45 tours éponyme d'Yves Montand en 1978. Elle est reprise par Lambert Wilson en 2016 sur son album Wilson chante Montand.